# SGS Essen
Die SGS Essen (offiziell: Sportgemeinschaft Essen-Schönebeck 19/68 e. V.) ist ein Sportverein aus Essen. Er ist entstanden aus dem Zusammenschluss des 1919 gegründeten Vereins VfB Borbeck und des 1968 gegründeten SC Grün-Weiß Schönebeck am 1. Juni 2000. Aushängeschild der SG Essen-Schönebeck ist die Frauenfußballmannschaft, die seit 2004 in der Bundesliga spielt. Seit der Saison 2012/13 treten alle Frauen- und Mädchenmannschaften unter dem Namen SGS Essen an. Die Mannschaft erreichte 2014 und 2020 das Finale im DFB-Pokal der Frauen.

## Geschichte

### Grün-Weiß Schönebeck (1973 bis 2000)
Am 21. März 1973 wurde beim SC Grün-Weiß Schönebeck eine Frauenfußball-Abteilung gegründet. Diese startete im Jahre 1976 in der Bezirksklasse, die später in Bezirksliga und dann in Kreisliga umbenannt wurde. Im Jahre 1986 gelang der Aufstieg in die Landesliga. Sechs Jahre später gelang als Vizemeister hinter dem FC Batenbrock der Aufstieg in die Verbandsliga Niederrhein. Im Jahre 1996 wurden die Schönebeckerinnen dort Meister und schafften den Aufstieg in die Regionalliga West, die seinerzeit zweithöchste Spielklasse. Als abgeschlagener Tabellenletzter folgte allerdings der direkte Wiederabstieg. Mit einer stark verjüngten Mannschaft gelang in der Saison 1998/99 der Wiederaufstieg. Dort wurde die Mannschaft in der Saison 1999/2000 auf Anhieb Vizemeister.

### SG Essen-Schönebeck (2000 bis 2012)

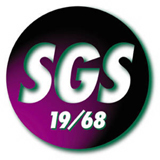
Logo der SG Essen-Schönebeck bis zum Sommer 2012

Vier Jahre später wurde die Mannschaft völlig überraschend Meister der Regionalliga West. Die mittlerweile von Ralf Agolli trainierte Mannschaft konnte sich durch eine Reihe von ehemaligen Spielerinnen des FCR 2001 Duisburg verstärken und ging mit dem Ziel, sich für die neue 2. Bundesliga zu qualifizieren, in die Saison. Nach einer erfolgreichen Aufstiegsrunde schaffte der Verein den Sprung in die Bundesliga. Dort konnte man sich in den ersten zwei Jahren etablieren. Hinter den Spitzenclubs aus Frankfurt und Potsdam hatte man den dritthöchsten Zuschauerschnitt der Liga.
2007 erreichte die SGS erstmals das Halbfinale im DFB-Pokal. Gegner war der Lokalrivale FCR 2001 Duisburg. Vor 3.750 Zuschauern hielten die Essenerinnen lange mit, mussten sich aber nach Verlängerung mit 5:1 geschlagen geben. Die Partie wurde live vom WDR übertragen. In der Bundesligasaison konnte sich der Verein wegen vieler Verletzungen nicht verbessern. Nachdem die Mannschaft in der Saison 2008/09 mit dem fünften Rang die beste Platzierung der Vereinsgeschichte erlangt hatte, mussten die Essenerinnen ein Jahr später bis zum letzten Spieltag um den Klassenerhalt zittern. Ein 1:1 beim direkten Konkurrenten SC Freiburg sicherte den weiteren Verbleib in der Bundesliga. Der Vertrag mit Trainer Agolli wurde nach Saisonende einvernehmlich aufgelöst. Die Saison 2010/11 bescherte der SGS eine weitere Spielzeit im Abstiegskampf unter ihrem neuen Trainer Markus Högner, die mit dem 9. Platz um einen Platz besser beendet werden konnte als die Vorsaison. Ein Jahr später führte Högner seine Mannschaft auf Rang fünf.

### SGS Essen (seit 2012)
Zu Beginn der Spielzeit 2017/2018 wechselte Philipp Symanzik vom 1. FFC Frankfurt als neuer Geschäftsführer zur SGS, da der bisherige Manager Willi Wißing nach 14 Jahren als hauptamtlicher Bundesliga-Manager in den Ruhestand verabschiedet wurde. Wißing war zu diesem Zeitpunkt insgesamt rund 50 Jahre im Club tätig und in dieser Zeit maßgeblich an der Weiterentwicklung des Gesamtvereins sowie insbesondere der Frauenfußballabteilung beteiligt. In der Saison 2017/18 wurde unter dem neuen Cheftrainer Daniel Kraus, der im Sommer 2016 zur SGS Essen stieß, ein deutlicher vereinsinterner Bundesliga-Punkterekord erzielt. Im November 2018 gab der Verein bekannt, dass Kraus den Club nach drei Jahren zum Saisonende in Richtung SC Freiburg verlassen werde. Als Nachfolger wurde erneut Markus Högner (seit 07/2019) präsentiert.
Ein Höhepunkt war das Erreichen des DFB-Pokal-Finales 2014, das aber mit 0:3 gegen den 1. FFC Frankfurt verloren ging. Nach weiteren sechs Jahren gelang es der SGS Essen wieder, das DFB-Pokal-Endspiel der Saison 2019/20 in Köln nach dem 3:1-Halbfinalerfolg bei Bayer 04 Leverkusen zu erreichen. Das Finale verlor die SGS Essen im Elfmeterschießen gegen den VfL Wolfsburg mit 5:7 (1:2, 3:3).

## Erfolge
- DFB-Pokal-Finalist: 2014, 2020

Logoversion des Gesamtvereins

- Meister der Regionalliga West: 2004
- Meister der Niederrheinliga: 1996, 1999
- Niederrheinpokalsieger: 2000, 2004[13]
- Niederrheinpokalfinalist: 1999, 2001[13]
- Meister der B-Juniorinnen-Bundesliga West/Südwest: 2014, 2019, 2020

## Spielerinnen

### Kader der Saison 2025/26
Stand: 26. Juli 2025
(Sortierung nach Trikotnummer)
| 01 | Kim Sindermann | Deutschland |
| 12 | Emilia Navarro | Deutschland |
| 21 | Luisa Palmen   | Deutschland |
| 24 | Pia Lucassen   | Deutschland |

| 03 | Mailin Tenhagen    | Deutschland |
| 05 | Paula Flach        | Deutschland |
| 15 | Laura Pucks        | Deutschland |
| 16 | Jacqueline Meißner | Deutschland |
| 18 | Lena Ostermeier    | Deutschland |
| 15 | Laura Pucks        | Deutschland |
| 19 | Beke Sterner       | Deutschland |
| 26 | Lany Mia Bäcker    | Deutschland |

| 02 | Julie Terlinden    | Deutschland                |
| 06 | Jette ter Horst    | Deutschland                |
| 07 | Lilli Purtscheller | Osterreich                 |
| 08 | Vanessa Fürst      | Deutschland Kongo Republik |
| 10 | Natasha Kowalski   | Deutschland                |
| 14 | Shari van Belle    | Belgien                    |
| 23 | Julia Debitzki     | Deutschland                |
| 25 | Paulina Platner    | Deutschland                |
| 31 | Jana Feldkamp      | Deutschland                |

| 09 | Ramona Maier    | Deutschland |
| 11 | Laureta Elmazi  | Deutschland |
| 13 | Maike Berentzen | Deutschland |
| 20 | Leonie Köpp     | Deutschland |
| 28 | Kassandra Potsi | Deutschland |

### Zu- und Abgänge zur Saison 2025/26
| Zugänge | Abgänge |
| Sommerpause 2025 | Sommerpause 2025 |
| --- | --- |
| - Shari van Belle (Standard Lüttich) - Jana Feldkamp (TSG 1899 Hoffenheim) - Emilia Navarro (eigene Jugend) - Luisa Palmen (Borussia Mönchengladbach) | - Aline Allmann (SGS-Trainerteam) - Emely Joester (VfL Bochum) - Felicitas Kockmann (Karriereende) - Anja Pfluger (Karierende) - Annalena Rieke (AS Rom) - Carlotta Sesjak (1. FFC Recklinghausen) - Sophia Winkler (Eintracht Frankfurt) |

### Ehemalige Spielerinnen
- Kozue Ando, japanische Nationalspielerin
- Nicole Anyomi, Nationalspielerin
- Jill Baijings, niederländische Nationalspielerin
- Sharon Beck, israelische Nationalspielerin
- Linda Bresonik, Nationalspielerin
- Carole Costa, portugiesische Nationalspielerin
- Linda Dallmann, Nationalspielerin
- Sara Doorsoun, Nationalspielerin
- Vivien Endemann, Nationalspielerin
- Cecilia Gaspar, ungarische Nationalspielerin
- Margarita Gidion, U-20-Weltmeisterin 2014
- Madeline Gier, U-20-Weltmeisterin 2014
- Jackie Groenen, niederländische Nationalspielerin
- Elena Hauer, U-19-Weltmeisterin 2004
- Marina Hegering, Nationalspielerin
- Melanie Hoffmann, Nationalspielerin
- Ursula Holl, Nationalspielerin
- Mandy Islacker, Nationalspielerin
- Dominique Janssen, niederländische Nationalspielerin
- Susanne Kasperczyk, U-19-Europameisterin 2002
- Turid Knaak, Nationalspielerin
- Marlene Kowalik, polnische Nationalspielerin
- Kathrin Längert, U-19-Weltmeisterin 2004
- Isabelle Linden, Nationalspielerin
- Daniela Löwenberg, U-19-Europameisterin 2006, 2007
- Kyra Malinowski, U-17-Europameisterin 2009
- Claudia Mandrysch, Nationalspielerin
- Eleni Markou, griechische Nationalspielerin
- Emma Mitchell, schottische Nationalspielerin
- Geldona Morina, albanische Nationalspielerin
- Stephanie Mpalaskas, U-19-Weltmeisterin 2004
- Barbara Müller, U-19-Europameisterin 2002
- Jutta Nardenbach, Nationalspielerin
- Sofia Nati, griechische Nationalspielerin
- Lena Oberdorf, Nationalspielerin
- Ana Oliveira, portugiesische Nationalspielerin
- Ramona Petzelberger, U-19-Europameisterin 2011
- Lily Reimöller, U-17-Europameisterin 2022
- Annalena Rieke, U-17-Europameisterin 2016
- Lea Schüller, Nationalspielerin
- Elisa Senß, Nationalspielerin
- Shelley Thompson, Nationalspielerin
- Brittany Timko, kanadische Nationalspielerin
- Sandra Walbeck, U-17-Europameisterin 2022
- Carlotta Wamser, U-17-Europameisterin 2019
- Stefanie Weichelt, U-19-Europameisterin 2002
- Inka Wesely, U-20-Weltmeisterin 2010
- Manjou Wilde, U-20-Weltmeisterin 2014
- Emily Zurrer, kanadische Nationalspielerin

### Cheftrainer
Cheftrainer der SGS Essen in der Frauen-Bundesliga
| Name            | Zeitraum             |
| --------------- | -------------------- |
| Ralf Agolli     | 2004–2010            |
| Markus Högner   | 2010–2016, 2019–2025 |
| Daniel Kraus    | 2016–2019            |
| Robert Augustin | seit 2025            |

## Umfeld

### Stadion
Die 1. Frauenmannschaft trug ihre Heimspiele seit dem Bundesligaaufstieg 2004 im Sportpark Am Hallo aus. Als Trainingsgelände der Bundesligaspielerinnen dient die Helmut-Rahn-Sportanlage in Essen-Frohnhausen. Die restlichen Mannschaften spielen und trainieren in der Bezirkssportanlage Essen-Schönebeck auf zwei Kunstrasenplätzen. Da der Fußballplatz der Bezirkssportanlage nicht den Anforderungen der Frauen-Bundesliga entspricht, wurden die Bundesligaspiele im Sportpark Am Hallo ausgetragen. Seit der Saison 2012/13 finden die Heimspiele der SGS Essen im neu gebauten Stadion an der Hafenstraße in Essen-Bergeborbeck statt.

### Zweite Mannschaft
Die zweite Frauenmannschaft schaffte im Jahre 2006 den Aufstieg in die Regionalliga West. Nach dem Abstieg im Jahre 2011 gelang der sofortige Wiederaufstieg. Da die SGS Essen verstärkt als Ausbildungsverein fungiert, ist zur Saison 2017/18 die U-20 als Regionalligateam eingerichtet worden und schaffte nach einem dritten Platz in dieser Spielzeit und einer erfolgreichen Relegation den Aufstieg in die neu eingerichtete eingleisige 2. Bundesliga. Die Zweitligasaison 2018/19 wurde als Tabellenletzter beendet, sodass die 2. Frauenmannschaft in der Saison 2019/20 wiederum in der Regionalliga West antritt. Ab der Saison 2024/25 ist es eine U-21-Mannschaft.

### Dritte Mannschaft
Die dritte Frauenmannschaft spielt seit der Saison 2022/23 in der Niederrheinliga. Ein Aufstieg in die Regionalliga wäre nur möglich, wenn die zweite Mannschaft in die 2. Bundesliga aufsteigt. Zur Saison 2024/25 ist es eine U-23-Mannschaft.

### Nachwuchsarbeit
Aus finanziellen Gründen legt der Verein großen Wert auf die Nachwuchsarbeit. Es besteht eine Kooperation zwischen dem Sport- und Tanzinternat Essen-Rüdenscheid. Dieses hat eine Kooperation mit dem Helmholtz-Gymnasium und der Elsa-Brändström-Realschule. Die U-17-Juniorinnen spielen seit der Saison 2012/13 in der B-Juniorinnen-Bundesliga West/Südwest. In den Spielzeiten 2013/14 und 2018/19 wurden die Essenerinnen jeweils Staffelmeister, scheiterten aber bei den deutschen Meisterschaften im Halbfinale am 1. FFC Turbine Potsdam bzw. dem VfL Wolfsburg. In der wegen der COVID-19-Pandemie abgebrochenen Saison 2019/20 wurde die SGS Essen zum Meister erklärt, eine deutsche Meisterschaft wurde allerdings nicht ausgespielt. Ab der Saison 2024/25 wird es die B-Juniorinnen Bundesliga nicht mehr geben. Die U-16-Juniorinnen spielen in der Regionalliga West. Die U-15-Juniorinnen, die U-13-Juniorinnen und die U-11-Juniorinnen spielen in der Kreisklasse bei den Junioren mit. Ab der Saison 2024/25 werden wird die U-16 aufgelöst. Die U-17 spielt dafür in der Regionalliga West. Zusätzlich wird eine neue U-19-Mannschaft eingerichtet. Seit 2025 ist der Standort DFB-Leistungszentrum.

## Statistik

### Saisonbilanzen
Grün unterlegte Platzierungen kennzeichnen einen Aufstieg, rot unterlegte einen Abstieg.
| Saison  | Liga                        | Platz | S  | U  | N  | Tore  | Punkte | DFB-Pokal          | Beste Torschützin                            | Zuschauerschnitt |
| ------- | --------------------------- | ----- | -- | -- | -- | ----- | ------ | ------------------ | -------------------------------------------- | ---------------- |
| 1976/77 | Bezirksklasse Niederrhein 3 | 11.   | 02 | 03 | 17 | 14:71 | 07:37  | nicht ausgespielt  | nicht bekannt                                | nicht bekannt    |
| 1977/78 | Bezirksklasse Niederrhein 7 | 06.   | 06 | 01 | 09 | 31:38 | 13:19  | nicht ausgespielt  | nicht bekannt                                | nicht bekannt    |
| 1978/79 | Bezirksliga Niederrhein 6   | 08.   | 06 | 01 | 13 | 18:34 | 13:27  | nicht ausgespielt  | nicht bekannt                                | nicht bekannt    |
| 1979/80 | Bezirksliga Niederrhein 6   | 06.   | 08 | 05 | 07 | 29:22 | 21:19  | nicht ausgespielt  | nicht bekannt                                | nicht bekannt    |
| 1980/81 | Kreisliga Niederrhein 6     | 07.   | 09 | 06 | 09 | 39:30 | 24:24  | nicht qualifiziert | nicht bekannt                                | nicht bekannt    |
| 1981/82 | Kreisliga Niederrhein 6     | 09.   | 05 | 04 | 13 | 15:37 | 14:30  | nicht qualifiziert | nicht bekannt                                | nicht bekannt    |
| 1982/83 | Kreisliga Niederrhein 6     | 08.   | 09 | 05 | 12 | 19:44 | 23:29  | nicht qualifiziert | nicht bekannt                                | nicht bekannt    |
| 1983/84 | Kreisliga Niederrhein 4     | 05.   | 09 | 05 | 08 | 42:37 | 23:21  | nicht qualifiziert | nicht bekannt                                | nicht bekannt    |
| 1984/85 | Kreisliga Niederrhein 5     | 03.   | 11 | 02 | 03 | 57:11 | 24:08  | nicht qualifiziert | nicht bekannt                                | nicht bekannt    |
| 1985/86 | Kreisliga Niederrhein 5     | 01.   | 15 | 02 | 01 | 83:13 | 32:04  | nicht qualifiziert | nicht bekannt                                | nicht bekannt    |
| 1986/87 | Landesliga Niederrhein 2    | 06.   | 08 | 05 | 07 | 29:36 | 21:19  | nicht qualifiziert | nicht bekannt                                | nicht bekannt    |
| 1987/88 | Landesliga Niederrhein 2    | 04.   | 09 | 05 | 06 | 30:26 | 23:17  | nicht qualifiziert | nicht bekannt                                | nicht bekannt    |
| 1988/89 | Landesliga Niederrhein 2    | 07.   | 07 | 07 | 08 | 25:28 | 21:23  | nicht qualifiziert | nicht bekannt                                | nicht bekannt    |
| 1989/90 | Landesliga Niederrhein 2    | 06.   | 05 | 08 | 05 | 24:27 | 18:18  | nicht qualifiziert | nicht bekannt                                | nicht bekannt    |
| 1990/91 | Landesliga Niederrhein 2    | 07.   | 07 | 04 | 09 | 30:35 | 18:22  | nicht qualifiziert | nicht bekannt                                | nicht bekannt    |
| 1991/92 | Landesliga Niederrhein 2    | 02.   | 12 | 08 | 02 | 48:17 | 32:12  | nicht qualifiziert | nicht bekannt                                | nicht bekannt    |
| 1992/93 | Verbandsliga Niederrhein    | 05.   | 09 | 04 | 07 | 36:36 | 22:18  | nicht qualifiziert | nicht bekannt                                | nicht bekannt    |
| 1993/94 | Verbandsliga Niederrhein    | 08.   | 06 | 06 | 10 | 32:34 | 18:26  | nicht qualifiziert | nicht bekannt                                | nicht bekannt    |
| 1994/95 | Verbandsliga Niederrhein    | 06.   | 08 | 08 | 06 | 54:43 | 24:20  | nicht qualifiziert | nicht bekannt                                | nicht bekannt    |
| 1995/96 | Verbandsliga Niederrhein    | 01.   | 16 | 02 | 02 | 70:24 | 50     | nicht qualifiziert | nicht bekannt                                | nicht bekannt    |
| 1996/97 | Regionalliga West           | 13.   | 01 | 03 | 20 | 18:81 | 06     | nicht qualifiziert | nicht bekannt                                | nicht bekannt    |
| 1997/98 | Verbandsliga Niederrhein    | 03.   | 18 | 04 | 02 | 72:24 | 58     | nicht qualifiziert | nicht bekannt                                | nicht bekannt    |
| 1998/99 | Verbandsliga Niederrhein    | 01.   | 17 | 03 | 02 | 77:20 | 54     | nicht qualifiziert | nicht bekannt                                | nicht bekannt    |
| 1999/00 | Regionalliga West           | 02.   | 15 | 02 | 05 | 68:32 | 47     | nicht qualifiziert | nicht bekannt                                | nicht bekannt    |
| 2000/01 | Regionalliga West           | 02.   | 17 | 01 | 02 | 82:23 | 52     | Achtelfinale       | nicht bekannt                                | nicht bekannt    |
| 2001/02 | Regionalliga West           | 06.   | 11 | 05 | 08 | 51:37 | 38     | nicht qualifiziert | nicht bekannt                                | nicht bekannt    |
| 2002/03 | Regionalliga West           | 10.   | 10 | 01 | 13 | 43:49 | 31     | nicht qualifiziert | nicht bekannt                                | nicht bekannt    |
| 2003/04 | Regionalliga West           | 01.   | 18 | 04 | 02 | 68:14 | 58     | nicht qualifiziert | nicht bekannt                                | nicht bekannt    |
| 2003/04 | Aufstiegsrunde              | 01.   | 02 | 0  | 01 | 05:03 | 06     | nicht qualifiziert | nicht bekannt                                | nicht bekannt    |
| 2004/05 | Bundesliga                  | 10.   | 06 | 02 | 14 | 28:63 | 20     | Viertelfinale      | Charline Hartmann (12)                       | 0786             |
| 2005/06 | Bundesliga                  | 06.   | 09 | 03 | 10 | 44:49 | 30     | 2. Runde           | Charline Hartmann (16)                       | 0804             |
| 2006/07 | Bundesliga                  | 06.   | 10 | 02 | 10 | 55:42 | 32     | Halbfinale         | Charline Hartmann (18)                       | 1198             |
| 2007/08 | Bundesliga                  | 07.   | 09 | 06 | 07 | 43:40 | 33     | 2. Runde           | Melanie Hoffmann & Stefanie Weichelt (je 10) | 1186             |
| 2008/09 | Bundesliga                  | 05.   | 09 | 03 | 10 | 46:39 | 30     | Viertelfinale      | Melanie Hoffmann (12)                        | 0829             |
| 2009/10 | Bundesliga                  | 10.   | 03 | 07 | 12 | 25:58 | 16     | Halbfinale         | Kyra Malinowski (5)                          | 0806             |
| 2010/11 | Bundesliga                  | 09.   | 05 | 05 | 12 | 27:50 | 20     | Viertelfinale      | Melanie Hoffmann (8)                         | 0759             |
| 2011/12 | Bundesliga                  | 05.   | 09 | 04 | 09 | 30:28 | 31     | 2. Runde           | Charline Hartmann (6)                        | 1016             |
| 2012/13 | Bundesliga                  | 06.   | 08 | 06 | 08 | 26:30 | 30     | 2. Runde           | Sabrina Dörpinghaus (5)                      | 0901             |
| 2013/14 | Bundesliga                  | 06.   | 08 | 03 | 11 | 37:42 | 27     | Finale             | Charline Hartmann (13)                       | 0940             |
| 2014/15 | Bundesliga                  | 05.   | 08 | 04 | 10 | 32:36 | 28     | Achtelfinale       | Lea Schüller (7)                             | 1038             |
| 2015/16 | Bundesliga                  | 05.   | 10 | 02 | 10 | 39:37 | 32     | Achtelfinale       | Charline Hartmann (11)                       | 1134             |
| 2016/17 | Bundesliga                  | 06.   | 09 | 05 | 08 | 38:30 | 32     | Achtelfinale       | Lea Schüller (8)                             | 1260             |
| 2017/18 | Bundesliga                  | 05.   | 12 | 03 | 07 | 43:30 | 39     | Halbfinale         | Linda Dallmann (12)                          | 1095             |
| 2018/19 | Bundesliga                  | 04.   | 11 | 08 | 03 | 50:28 | 41     | Achtelfinale       | Lea Schüller (14)                            | 1037             |
| 2019/20 | Bundesliga                  | 05.   | 11 | 02 | 09 | 41:39 | 35     | Finale             | Lea Schüller (16)                            | -----            |
| 2020/21 | Bundesliga                  | 08.   | 07 | 04 | 11 | 30:37 | 25     | 2. Runde           | Carlotta Wamser (5)                          | -----            |
| 2021/22 | Bundesliga                  | 10.   | 04 | 05 | 13 | 23:41 | 17     | Viertelfinale      | Vivien Endemann (7)                          | 0835             |
| 2022/23 | Bundesliga                  | 07.   | 06 | 05 | 11 | 26:42 | 23     | Viertelfinale      | Ramona Maier (8)                             | 1973             |
| 2023/24 | Bundesliga                  | 04.   | 10 | 05 | 07 | 33:20 | 35     | Halbfinale         | Ramona Maier (6)                             | 2134             |
| 2024/25 | Bundesliga                  | 09.   | 5  | 05 | 12 | 21:30 | 20     | Achtelfinale       | Natasha Kowalski (6)                         | 1985             |
| 2025/26 | Bundesliga                  |       |    |    |    |       |        | DFB-Pokal 2025/26  |                                              |                  |

### Rekordspielerinnen
Spielerinnen mit den meisten Einsätzen für die SGS Essen in der Frauen-Bundesliga (Stand: Sommerpause 2025)
| Name               | Anzahl Spiele | Zeitraum             |
| ------------------ | ------------- | -------------------- |
| Jacqueline Meißner | 270           | seit 2011            |
| Charline Hartmann  | 206           | 2004–2008, 2011–2017 |
| Lena Ostermeier    | 188           | seit 2013            |
| Lisa Weiß          | 187           | 2007–2018            |
| Melanie Hoffmann   | 167           | 2004–2013            |
| Sarah Freutel      | 158           | 2008–2019            |
| Linda Dallmann     | 157           | 2011–2019            |
| Ina Mester         | 155           | 2009–2020            |
| Irini Ioannidou    | 153           | 2010–2021            |
| Vanessa Martini    | 153           | 2009–2017            |

## Männerfußball

### Geschichte
Die erste Herrenmannschaft tritt unter dem Namen SG Essen-Schönebeck an und startete nach der Fusion im Jahre 2000 in der Kreisliga A Essen Nord/West. Im Jahre 2006 stiegen die Schönebecker in die Bezirksliga auf und wurden dort in der Saison 2007/08 mit einem Punkt Rückstand auf den TuS Helene Essen Vizemeister. Ein Jahr später gelang der Aufstieg in die Landesliga Niederrhein, die zwei Jahre lang gehalten werden konnte. Zwei Abstiege in Folge ließen die Schönebecker im Jahre 2012 bis in die Kreisliga A abrutschen. Im Jahre 2020 gelang der Aufstieg in die Bezirksliga, wo die Schönebecker zwei Jahre später Vizemeister hinter TUSEM Essen wurden. In der folgenden Saison 2022/23 wurde die Mannschaft dann Meister und kehrte in die Landesliga zurück.

### Stadion
Heimspielstätte ist die Bezirkssportanlage Ardelhütte, die 1500 Zuschauern Platz bietet. Es wird auf Kunstrasen gespielt.

### Persönlichkeiten
- Emmanuel Gyamfi
- Jörg Lipinski
- Sascha Mölders
- Alassane Ouédraogo